# 全氟叔丁基环己烷
全氟叔丁基环己烷是一种有机化合物，化学式为C10F20。它可由叔丁基环己烷在氟化钠存在下和氟气反应得到，副产物为1H-十九氟叔丁基环己烷。
气体在其中的溶解度（每100 mL）为氧气43 mL、二氧化碳200 mL、氮气22 mL。由于它具有疏水性和疏脂性，它用作人造血液需先乳化。